# Teruo Nimura
Teruo Nimura (n. 2 mai 1943) este un fost fotbalist japonez.

## Statistici
| Japonia | Japonia | Japonia |
| An      | Meciuri | Goluri  |
| ------- | ------- | ------- |
| 1970    | 5       | 0       |
| Total   | 5       | 0       |